# كريس ميلر (ممثل)
كريس ميلر (بالألمانية: Chris Miller) (و. 1975  م) هو مخرج أفلام، ومؤدي أصوات، وكاتب سيناريو، ومخرج تلفزيوني، من الولايات المتحدة، ولد في إيفرت.

## وصلات خارجية
- كريس ميلر في قاعدة بيانات الأفلام على الإنترنت
- كريس ميلر على موقع IMDb (الإنجليزية)
- كريس ميلر على موقع ألو سيني (الفرنسية)
- كريس ميلر على موقع ميوزك برينز (الإنجليزية)
- كريس ميلر على موقع أول موفي (الإنجليزية)
- كريس ميلر على موقع بوكس أوفيس موجو (الإنجليزية)
- كريس ميلر على موقع قاعدة بيانات الأفلام السويدية (السويدية)
- كريس ميلر على موقع ديسكوغز (الإنجليزية)
- كريس ميلر على موقع قاعدة بيانات الفيلم (الإنجليزية)
- كريس ميلر على موقع كينوبويسك (الروسية)